# Voiture de petite remise
En France, une voiture de petite remise est une voiture mise à disposition d'une clientèle moyennant paiement, dans certains territoires où l'offre de taxis est faible ou inexistante.

## Dénomination
L'appellation de « petite remise » remonte à l'Ancien Régime, où il y avait, à proximité du Louvre, une « grande remise » et une « petite remise », en fonction de l'importance des voitures et de la qualité des personnes transportées. 
Ces deux expressions sont restées pour désigner des types différents de véhicule loués avec chauffeur, mais l'activité de « grande remise » est maintenant appelée officiellement exploitation de voitures de tourisme avec chauffeur.

## Réglementation
Les voitures de petite remise sont soumises aux articles L3122-1 à L3122-4 du code des transports, issus de la codification de la loi no 77-6 du 3 janvier 1977, ainsi qu'au décret no 77-1308 du 29 novembre 1977 et aux arrêtés du 1er décembre 1977 et du 6 juillet 1981, une partie des articles ayant été abrogés depuis. 
Une voiture de petite remise comprend au maximum huit places, en plus de celle du conducteur. Elle doit porter une plaque distinctive indiquant la commune de rattachement. 
Depuis l'ordonnance n° 2010-1307 du 28 octobre 2010, plus aucune autorisation ne peut être délivrée. Cette autorisation, personnelle, n'étant pas cessible, les véhicules de petite remise disparaitront avec l’arrêt d’activité des détenteurs actuels d'autorisation. L'exploitation d'une voiture de petite remise devait faire l'objet d'une autorisation du préfet de département. S'il existait par ailleurs un taxi dans la commune, l'autorisation ne pouvait être délivrée que de l'avis conforme du maire de la commune. Elle peut être suspendue voire retirée en cas de manquement. 
Contrairement aux taxis, mais comme les véhicules de tourisme loués avec chauffeur (« grande remise »), les voitures de petite remise ne sont autorisées ni à faire de la publicité sur les voitures, ni à circuler ou stationner sur la voie publique dans l'attente de clients : elles doivent être sollicitées au préalable pour une course.